# Skladování energie
Energii lze skladovat dle fyzikálních a chemických vlastností skladovacího média i skladované energie.

## Rozdělení
- Energii elektrickou lze skladovat pouze omezeně za pomocí akumulátorových baterií, galvanických článků, kondenzátorů a palivových článků. Přečerpávací vodní elektrárna je druh skladování elektrické energie používaný k vyrovnání náporů na elektrickou síť. Elektrickou energii lze uskladnit ve formě energie fázového přechodu.[1]
- Energii mechanickou ve formě potenciální energie lze skladovat několika způsoby a dle média. Nejjednodušší z nich je kupříkladu uchovávání energie v pružině mechanických hodin či natahovacího autíčka nebo v závaží mechanických hodin. Pokud je médiem kapalná látka, lze tuto formu energie skladovat do zásobníků, například do přehrad apod. Pokud je médiem plynná látka, lze ji skladovat do zásobníků, jako jsou například plynové lahve, za pomocí kompresoru.
- Energii záření lze skladovat za pomocí její konverze na energii elektrickou nebo termální podle její vlnové délky. Například jaderné články vyzařují dva druhy energie, a to přímo energii termální a energii záření. Přímo lze energii záření skladovat pouze za pomocí luminiscenčních látek. Ale vzhledem k neefektivnosti přímého ukládání energie záření mimo její konverzi na jiný druh energie se toto ukládání v technické praxi neprovádí.
- Energii chemickou lze skladovat ve formě látek, které mohou podstoupit exotermní reakce, čímž se uvolní skladovaná energie. Příkladem je benzín v autě nebo tuky v lidském těle.

## Inovace ve skladování energie

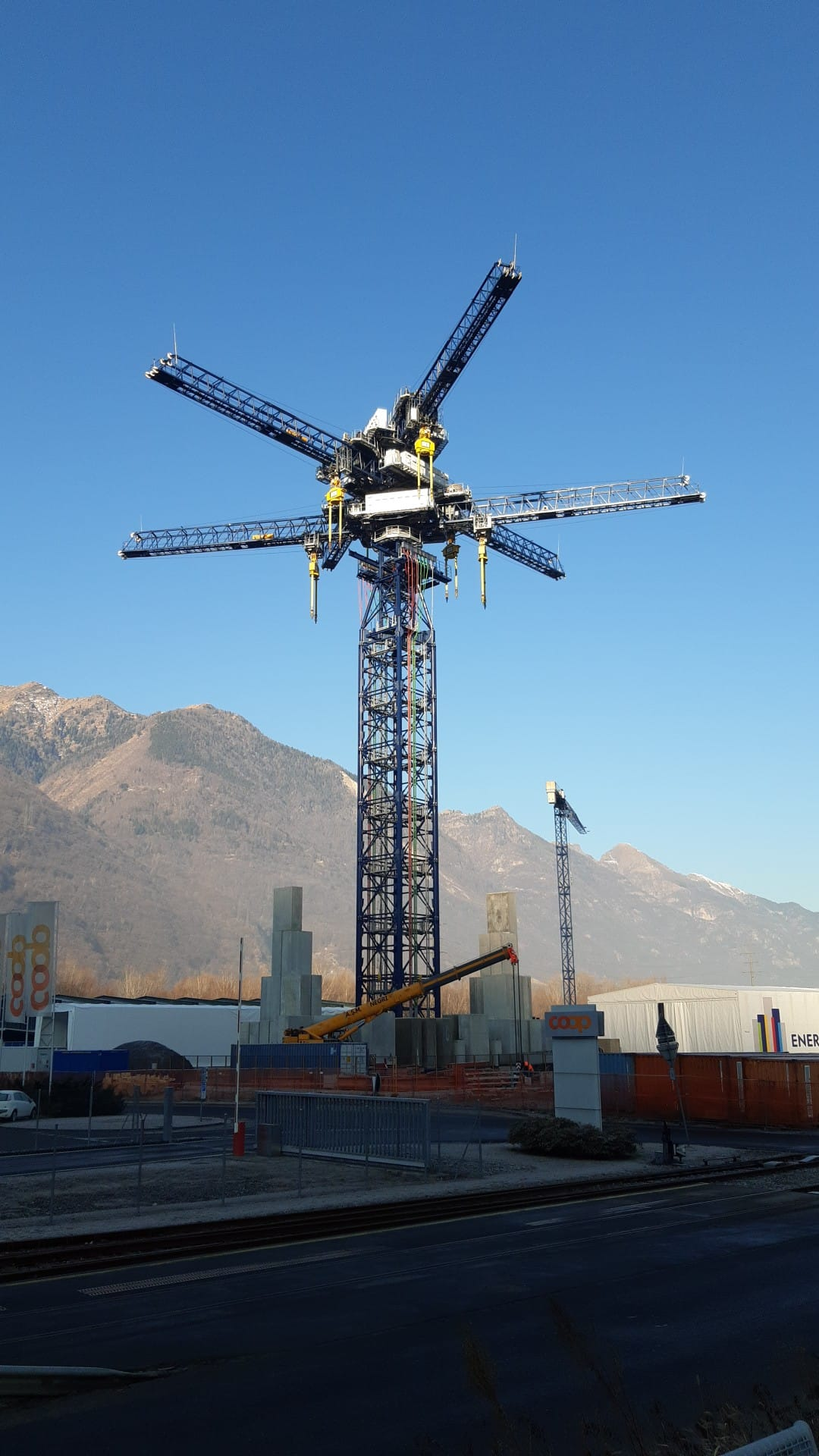

Inovace v oblasti skladování energie jsou ukázkou technologického pokroku, který byl učiněn s ohledem na nestálý charakter obnovitelné energie. Tyto inovace reagují na rostoucí potřebu spolehlivé a udržitelné energie. Jejich hlavním cílem je zachycení přebytečné energie vyrobené během špičkové výroby z obnovitelných zdrojů a její využití v době vysoké poptávky nebo nízké výroby. Tato role posiluje energetické sítě a umožňuje obnovitelnou energii integrovat do stávající infrastruktury.
Snahy o inovace v oblasti skladování energie kladou důraz na udržitelnost. Cílem je minimalizovat dopad na životní prostředí. Nedílnou součástí je vývoj ekologicky šetrných materiálů, recyklační metody baterií a efektivní výrobní procesy. Snižují ekologickou stopu těchto technologií.
Vlády po celém světě podporují inovace v oblasti skladování energie prostřednictvím dotací, daňových úlev a příznivých předpisů. Na těchto podpůrných politikách závisí další výsledky výzkumu a vývoje.
Tyto pokroky plánují uchovávat náhradní energii vyrobenou v době vysokého výkonu. Později ji vypouštějí, když je poptávka vysoká nebo když je výkon nízký. Tím se posiluje stabilita energetické sítě. Usnadňuje také přimíchávání obnovitelné energie do současných energetických systémů.

### Způsoby
Jedním ze způsobů ukládání energie jsou lithium-iontové baterie. Tento způsob je umožněn vysokou hustotou energie těchto výrobků, přičemž výzkumné snahy přispívají k vyšší efektivitě této technologie. Dále je možné energii skladovat pomocí polovodičových baterií, průtokové baterie nebo sodíkové baterie.
Přečerpávací vodní elektrárny jsou dalším způsobem skladování většího množství energie. Fungují na principu využití přebytečné elektřiny vyrobené v době nízké poptávky k čerpání vody do nádrží ve vyšších polohách. Tuto uloženou energii lze pak díky provozu turbín využít k výrobě elektřiny v období vysoké poptávky.
Mezi další inovace v této oblasti patří například setrvačníky, které ukládají elektrickou energii do rotační kinetické energie. Díky výzkumu v oblasti materiálů a konstrukce se podařilo zvýšit účinnost těchto systémů. Dále lze energii skladovat ve formě čistého vodíku, přičemž vzniklý vodík lze využívat mimo jiné i pro potřeby dopravy. Ovšem účinnost skladování energie ve formě vodíku nedosahuje ani 50 %, ale u ostatních typů skladování přesahuje 70 %.

### Optimalizace a decentralizace
Integrace různých systémů skladování energie do energetických sítí závisí na pokroku v oblasti softwaru a řízení. Tento vývoj koordinuje účinnou distribuci, řízení a využívání uložené energie a tvoří důležitou součást posilování stability a trvanlivosti sítě.
Inovace v oblasti skladování energie pomáhají decentralizovaným energetickým systémům. Tento posun decentralizuje výrobu a skladování energie a podporuje flexibilnější a univerzálnější energetické sítě, které jsou méně náchylné k centralizovaným poruchám. Některé systémy se decentralizují široce, zatímco jiné úzce.
Kombinace baterií s vodíkovým, tepelným nebo vodním úložištěm do hybridních systémů umožňuje komplexnější řešení skladování energie. Tyto hybridní systémy integrují více technologií pro optimalizaci účinnosti a spolehlivosti pro různé energetické potřeby.